# Diamantes de sangre

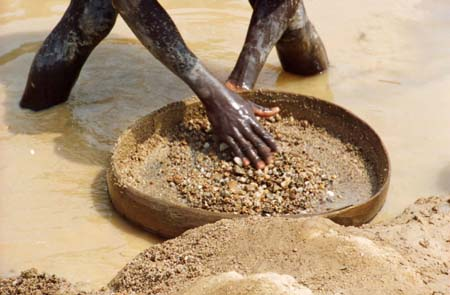
Palpando por diamantes en Sierra Leona.

Los diamantes de sangre (o diamantes de conflicto) son aquellos diamantes obtenidos en una zona de guerra y que se utilizan para financiar guerras, utilizando los beneficios de su venta para financiar y prolongar el conflicto. Son un tipo de recurso de conflicto.
El desarrollo de prácticas como éstas son un ejemplo fáctico y conciso de la violación masiva de derechos humanos y de la existencia obvia de la esclavitud y el poder de las empresas transnacionales, el tráfico, las aduanas y las grandes marcas de moda. La ONU se ha pronunciado repetidas veces sobre este tema, pero las soluciones, aunque han sido significativas, todavía no llegan al centro del tema, que es la problemática política, cultural y legal del África y de las naciones pobres involucradas en este tema.

## Proceso de Kimberley
En el 2005, la ONU aprobó el Sistema de Certificación del Proceso de Kimberley que mediante un programa de calificaciones intenta combatir este tráfico. Canadá por su parte ha aprovechado esta coyuntura para presentarse como un proveedor fiable de diamantes "limpios".
De forma parecida, otra serie de materias primas, como el coltán en la República Democrática del Congo o la madera en Camboya son o han sido objeto de comercializaciones ilegales con el objetivo de financiar conflictos armados.
Aunque los países no cumplan con algunos de los requerimientos para ser miembros del proceso pueden entrar al Proceso. En 2007 el valor de los diamantes de conflicto fue de $10.2 millones de dólares.
Aunque este tratado supuestamente busca que no se vendan los diamantes de los conflictos, lo cual podría provocar que los únicos diamantes que provengan de estas tierras no vengan de ninguna empresa o de empresas falsas.

## Juicio contra Charles Taylor
En agosto de 2010 se inició el juicio en el Tribunal especial para Sierra Leona contra el ex presidente de Liberia, Charles Taylor por crímenes contra la humanidad en la guerra civil en Sierra Leona en el cual fue declarado culpable en abril de 2012. Taylor es acusado de financiar la guerra a costa de estas piedras preciosas. Entre otros el 5 de agosto de 2010 declaró como testigo la modelo Naomi Campbell declarando que recibió unas piedras pequeñas y sucias de gente próxima al dictador.

## Filmografía
- En 2005 se estrenó la película El señor de la guerra, en la cual el personaje principal de la trama Yuri Orlov explica, desde el contexto de las guerras civiles en Liberia y Sierra Leona en todas las transacciones de ventas de armas en África occidental, aceptó pagos hechos con Diamantes de Sangre, explicando la dinámica del asunto.
- En 2006 se estrenó la película Diamante de sangre, en la cual se hace un relato contextual desde la guerra civil de Sierra Leona sobre los métodos y formas en las que los grandes conglomerados explotadores de diamantes los adquieren en el mercado ilegal y cómo es manipulado el mismo y sus precios, y las estructuradas redes de contrabando y comercio  de diamantes y armas en dicha región africana.
- El canal History Channel difundió un documental llamado Diamantes de sangre,[9] sobre el negocio de los diamantes de conflicto y cómo se ha logrado reducir y erradicar esto en los países de América, así como su afectación a las naciones víctimas de estas cruentas guerras que ocasionaron irremediables pérdidas humanas y el atraso más aberrante desde su independencia en varias naciones africanas. Así mismo en el documental se revelan relatos recogidos de relaciones comerciales hechas entre el Al Qaeda, el FRU y el dictador Charles Taylor y de la posible financiación de los Ataques del 11 de septiembre con diamantes de sangre.